# Hubertusbrood

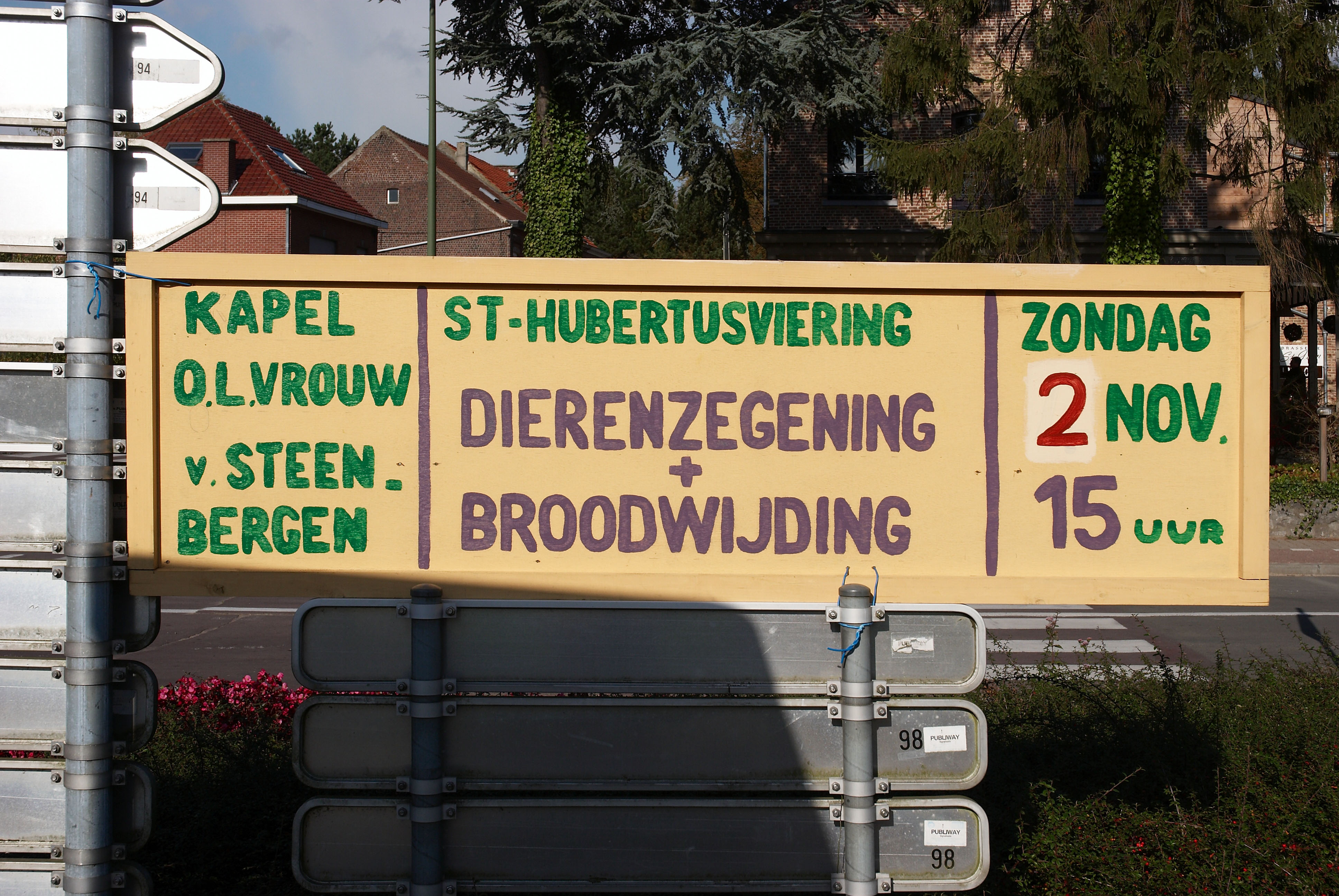
Dierenzegening & broodwijding

Hubertusbrood (in Noordwest-Brabants dialect: hubke) is brood dat op Hubertusdag door een priester van de Rooms-Katholieke Kerk gewijd werd. Het eten ervan is een traditioneel religieus gebruik in het westelijk deel van Noord-Brabant en een deel van België.
Het brood wordt gewijd in naam van Sint-Hubertus en gegeten op 3 november, de dag dat hij heilig werd verklaard. Het gebruik gaat terug sinds de middeleeuwen. Sint-Hubertus zou destijds een kluizenaar hebben genezen van hondsdolheid door hem brood te geven. Volgens het bijgeloof zou dit brood, na nuttiging ervan, dan ook bescherming bieden tegen deze ziekte. Deze bescherming gold ook voor dieren. Zo kreeg vee ook hubertusbrood te eten.
Het gebruik om brood te eten als bescherming tegen ziekten gaat verder terug, tot de tijd van de Kelten. Het is mogelijk dat deze traditie is gekerstend, overgenomen door de Katholieke Kerk.
Vroeger namen de kerkgangers ook wel zelf een broodje mee om het te laten wijden. Het moest, na de wijding, droog worden opgegeten alvorens men iets anders mocht eten. De -al dan niet gewijde- hubertusbroodjes die tegenwoordig in sommige bakkerijen en supermarkten te koop worden aangeboden, bestaan uit een soort kadetje waarin anijs is verwerkt.